# Anodocheilus sarae
Anodocheilus sarae är en skalbaggsart som beskrevs av Young 1974. Anodocheilus sarae ingår i släktet Anodocheilus och familjen dykare. Inga underarter finns listade i Catalogue of Life.